# Назанін Бон'яді
Назанін Бон'яді (англ. Nazanin Boniadi; перс. نازنین بنیادی‎, IPA: [nɒːzæˈniːn bonjɒːˈdiː]; нар. 22 травня 1980 року)  — британо-іранська акторка, на цей час проживає та працює в США.

## Біографія
Назанін народилась в Тегерані, Іран.
Під час Іранської революції її батьки емігрували в Лондон, де Назанін навчалась в приватній школі. Прийнявши бажання своїх батьків, Назанін відкинула свої мрії про акторську кар'єру і вступила на факультет біології Каліфорнійського університету в Ірвіні.
У 2003 році здобула ступінь бакалавра біологічних наук. Проте Назанін зрозуміла, що справжнє її покликання — акторське мистецтво. Назанін вирішує продовжити навчання в Королівській академії драматичних мистецтв в Лондоні.

## Фільмографія
| Рік       |   | Українська назва                        | Оригінальна назва                           | Роль                                        |
| --------- | - | --------------------------------------- | ------------------------------------------- | ------------------------------------------- |
| 2007—2009 | с | Головний госпіталь                      | General Hospital                            | Лейла Мір (119 епізодів)                    |
| 2007      | ф |                                         | Gameface                                    | Тейлор                                      |
| 2008      | ф | Війна Чарлі Вілсона                     | Charlie Wilson's War                        | афганская біженка (в титрах не зазначена)   |
| 2008      | ф | Залізна людина                          | Iron Man                                    | Аміра Ахмед                                 |
| 2010      | ф | Три дні на втечу                        | The Next Three Days                         | Елейн                                       |
| 2010      | с | 24                                      | 24                                          | блондинка (2 епізоди)                       |
| 2011      | с | Форс-мажори                             | Suits                                       | Лорен Перл (Епізод: "Errors and Omissions") |
| 2011—2014 | с | Як я зустрів вашу маму                  | How I Met Your Mother                       | Нора (10 епізодів)                          |
| 2012      | с | CSI: Місце злочину                      | CSI: Crime Scene Investigation              | медсестра Лорен (Епізод: "Seeing Red")      |
| 2012      | ф |                                         | Shirin in Love                              | Ширін                                       |
| 2013      | с | Анатомія Грей                           | Grey's Anatomy                              | Амріта (Епізод: "The Face of Change")       |
| 2013—2014 | с | Батьківщина                             | Homeland                                    | Фара Шеразі (12 епізодів)                   |
| 2014      | с | Скандал                                 | Scandal                                     | Аднан Саліф (7 епізодів)                    |
| 2014      | ф | Танцюючий в пустелі                     | Desert Dancer                               | Паріза Гаффаріан                            |
| 2016      | ф | Бен-Гур                                 | Ben-Hur                                     | Естер                                       |
| 2016      | ф | Пробудження                             | Passengers                                  | стюардеса                                   |
| 2017—2018 | с | По той бік                              | Counterpart                                 | Клер Квейл (17 епізодів)                    |
| 2018      | ф | Готель Мумбаї                           | Hotel Mumbai                                | Захра Шамоні                                |
| 2019      | ф | Сенсація                                | Bombshell                                   | Руді Бахтіар                                |
| 2022      | с | Володар перснів: Персні влади           | The Lord of the Rings: The Rings of Power   | Бронвін (6 епізодів)                        |
| 2024      | с | Володар перснів: Персні влади (2 сезон) | The Lord of the Rings: The Rings of Power 2 | Бронвін                                     |

## Громадська діяльність
Бон'яді є офіційним представником Міжнародної амністії — всесвітньої неурядової та некомерційної організації з захисту прав людини.